# Jean-Pierre Drucker
Jean-Pierre Drucker (Sandweiler, 3 de septiembre de 1986), más conocido como Jempy Drucker, es un ciclista luxemburgués que fue profesional entre 2004 y 2021. Ha sido también corredor de ciclocrós, llegando a ser campeón de su país en esta modalidad.

## Biografía
Drucker firmó con Fidea en 2004, un equipo especializado en ciclocrós, a los 18 años. Cabalgó con este equipo durante cinco temporadas, ganando dos campeonatos nacionales de ciclocrós de élite. Fue seleccionado para representar a Luxemburgo en el Campeonato Mundial 2008, pero no pudo terminar.
Para la temporada 2009, Drucker se unió al equipo Profesional Continnetal Differdange. Su éxito en ciclocrós continuó, ganando dos títulos nacionales más. Drucker fue al Campeonato Mundial por segunda vez en 2009, pero de nuevo no terminó. Él ganó el prólogo de la Flèche du Sud, una carrera de ciclismo en ruta en 2010. Drucker también obtuvo el segundo lugar en el Gran Premio de la Villa de Zottegem esa temporada.
Después de pasar dos temporadas con el equipo Continental Differdange, Drucker se unió al Willems-Accent, un equipo UCI Continental Profesional belga. Pasó cuatro temporadas con el equipo, sin ninguna victoria, pero terminó segundo en la general en el Tour de Luxemburgo.
En agosto de 2014, Drucker firmó un contrato con el equipo BMC Racing, dando el salto al UCI ProTeam. Durante la conducción de este equipo, ganó en 2015 la RideLondon-Surrey Classic, una carrera de un día en el Reino Unido. Más tarde ese mismo año, fue seleccionado para montar en la Vuelta a España. Drucker terminó la carrera en el puesto número 118.º en general. El éxito de Drucker continuó con este equipo al año siguiente, ganando el prólogo del Tour de Luxemburgo y la etapa 16 de la Vuelta a España.

## Palmarés
2010
- 1 etapa de la Flèche du Sud

2013
- 3.º en el Campeonato de Luxemburgo en Ruta

2015
- 2.º en el Campeonato de Luxemburgo Contrarreloj
- RideLondon-Surrey Classic

2016
- 1 etapa del Tour de Luxemburgo
- 2.º en el Campeonato de Luxemburgo Contrarreloj
- 1 etapa de la Vuelta a España

2017
- 1 etapa del Tour de Luxemburgo
- Campeonato de Luxemburgo Contrarreloj
- 1 etapa del Tour de Valonia

2020
- 3.º en el Campeonato de Luxemburgo en Ruta

2021
- 2.º en el Campeonato de Luxemburgo en Ruta

## Resultados en Grandes Vueltas y Campeonatos del Mundo
| Carrera         | Carrera         | 2004 | 2005 | 2006 | 2007 | 2008 | 2009 | 2010 | 2011 | 2012 | 2013 | 2014 | 2015  | 2016  | 2017  | 2018  | 2019 | 2020 | 2021 |
| --------------- | --------------- | ---- | ---- | ---- | ---- | ---- | ---- | ---- | ---- | ---- | ---- | ---- | ----- | ----- | ----- | ----- | ---- | ---- | ---- |
|                 | Giro de Italia  | —    | —    | —    | —    | —    | —    | —    | —    | —    | —    | —    | —     | —     | —     | 118.º | —    | —    | —    |
|                 | Tour de Francia | —    | —    | —    | —    | —    | —    | —    | —    | —    | —    | —    | —     | —     | —     | —     | —    | —    | —    |
|                 | Vuelta a España | —    | —    | —    | —    | —    | —    | —    | —    | —    | —    | —    | 118.º | 142.º | —     | —     | Ab.  | —    | —    |
| Mundial en Ruta | Mundial en Ruta | —    | —    | —    | —    | Ab.  | Ab.  | —    | Ab.  | 62.º | —    | —    | Ab.   | Ab.   | 132.º | Ab.   | —    | —    | —    |

—: no participa

Ab.: abandono

## Equipos
- Fidea Cycling Team (2004-2008)[2]
- Continental Team Differdange (2009-2010)
- Vérandas Willems/Accent Jobs/Wanty (2011-2014) 
  - Veranda´s Willems-Accent (2011)
  - Accent Jobs-Willems Veranda's (2012)
  - Accent Jobs-Wanty (2013)
  - Wanty-Groupe Gobert (2014)
- BMC Racing Team (2015-2018)
- Bora-Hansgrohe[3] (2019-2020)
- Cofidis (2021)